# كانون 1 دي مارك 4
كانون 1 دي مارك 4 (بالإنجليزية: Canon EOS-1D Mark IV)‏ هي كاميرا احترافية 16.1 ميجا بيكسل من إنتاج شركة كانون وقد طرحت في السوق في أكتوبر 2009